# Manoncourt-en-Woëvre
Manoncourt-en-Woëvre település Franciaországban, Meurthe-et-Moselle megyében. Lakosainak száma 254 fő (2022. január 1.). Manoncourt-en-Woëvre Andilly, Avrainville, Domèvre-en-Haye, Francheville, Minorville, Rogéville, Rosières-en-Haye, Royaumeix és Tremblecourt községekkel határos.

## Népesség
A település népességének változása:
| Lakosok száma | 130  | 209  | 201  | 211  | 250  | 245  | 245  | 246  | 249  | 254  |
|               | 1968 | 1982 | 1990 | 2006 | 2013 | 2015 | 2017 | 2019 | 2020 | 2022 |